# Sarcophaga transvaalensis
Sarcophaga transvaalensis är en tvåvingeart som beskrevs av Zumpt 1950. Sarcophaga transvaalensis ingår i släktet Sarcophaga och familjen köttflugor. Inga underarter finns listade i Catalogue of Life.